# Shi ming (Film)
Shi ming (失明, chin. für „Blindheit“, internationaler englischsprachiger Titel Blind Love) ist ein Filmdrama von Julian Chou. Der Film ist eine taiwanische Produktion, basiert auf der Kurzgeschichte Blindness von Essay Liu und erzählt von einem Schüler, der sich in die Ex-Freundin seiner Mutter verliebt. Der Film mit Ke-Xi Wu, Ariel Lin, Jimmy Liu und Frederick Lee in den Hauptrollen feierte Anfang Februar 2025 beim Internationalen Filmfestival Rotterdam seine Premiere.

## Handlung
Kurz vor dem Ende seiner Schulzeit bemerkt Han, welchen Druck seine nach außen hin perfekte Familie auf ihn ausübt. Sein Vater Feng, ein angesehener Chirurg, erwartet von ihm, dass er in seine Fußstapfen tritt, doch der hat kein Interesse. Seine Mutter Shu-yi versucht die Familie still zusammenzuhalten. Sie ist die perfekte Ehefrau und Mutter, hat kein Privatleben und widmet sich ausschließlich ihren häuslichen Pflichten. Han hat noch einen siebenjährigen Bruder namens Rui. Feng versucht ständig, seinem Chef zu imponieren und ist auf eine Beförderung aus.
Han hat ein Auge auf die Fotografin und Augenärztin Xue-jin geworfen und verliebt sich in sie. Xue-jin ist nicht nur im Alter seiner Mutter, sie war einst sogar mit dieser zusammen, was Han nicht weiß. Shu-yi lässt ihre Beziehung zu Xue-jin wieder aufleben.

## Produktion
Der Film basiert auf der Kurzgeschichte Blindness von Essay Liu. Regie führte Julian Chou. Es handelt sich bei Shi ming um ihren zweiten Spielfilm nach Nü you shuai ba aus dem Jahr 2022. Das Drehbuch schrieb Mei-Chih Wu. Taiwan war das erste asiatische Land, das die gleichgeschlechtliche Ehe legalisiert hat.
Ariel Lin spielt Shu-yi, Frederick Lee ihren Ehemann Feng und Jimmy Liu ihren ältesten Sohn Han. Ke-Xi Wu, bekannt aus Filmen wie Redeeming Love – Die Liebe ist stark von D. J. Caruso und Blue Sun Palace von Constance Tsang, ist in der Rolle der Nachbarin Xue-jin zu sehen.
Der ungarische Kameramann Tamás Dobos war zuletzt für Filme wie Erasing Frank von Gábor Fabricius und Das Licht in den Birkenwäldern von Dénes Nagy tätig. 
Filmkomponist Chris Hou arbeitete in der Vergangenheit für Filme wie Van Pao-te und Lao hu li und zuletzt für die Fernsehserie Ying hou.
Die Weltpremiere des Films fand am 6. Februar 2025 beim Internationalen Filmfestival Rotterdam statt, wo er in der Tiger Competition nominiert war.

## Auszeichnungen
International Film Festival Rotterdam 2025
- Nominierung im Tiger Competition (Julian Chou)[1]